# Leucauge spiculosa
Leucauge spiculosa este o specie de păianjeni din genul Leucauge, familia Tetragnathidae, descrisă de Bryant, 1940.
Este endemică în Cuba. Conform Catalogue of Life specia Leucauge spiculosa nu are subspecii cunoscute.